# Mercury Insurance Open 2012
Southern California Open 2012 — тенісний турнір, що проходив на відкритих кортах з твердим покриттям. Це був третій за ліком Southern California Open. Належав до серії Premier у рамках Туру WTA 2012. Відбувся в Карлсбад (США). Тривав з 16 до 22 липня.

## Учасниці основної сітки в одиночному розряді

### Сіяні учасниці
| Країна     | Гравчиня           | Рейтинг1 | Сіяна |
| ---------- | ------------------ | -------- | ----- |
| Франція    | Маріон Бартолі     | 10       | 1     |
| Словаччина | Домініка Цібулкова | 15       | 2     |
| Сербія     | Єлена Янкович      | 20       | 3     |
| Росія      | Надія Петрова      | 21       | 4     |
| США        | Крістіна Макгейл   | 28       | 5     |
| Словаччина | Даніела Гантухова  | 33       | 6     |
| Бельгія    | Яніна Вікмаєр      | 37       | 7     |
| ПАР        | Шанелль Схеперс    | 42       | 8     |

- 1 Рейтинг подано станом на 9 липня 2012[2]

### Інші учасниці
Нижче подано учасниць, що отримали вайлд-кард на вихід в основну сітку:
- Лорен Девіс
- Ніколь Гіббс
- Даніела Гантухова
- Коко Вандевей

Нижче наведено гравчинь, які пробились в основну сітку через стадію кваліфікації:
- Чжань Юнжань
- Алекса Ґлетч
- Сесил Каратанчева
- Мішель Ларшер де Бріту

Такі тенісистки потрапили в основну сітку як щасливий лузер:
- Мелані Уден

### Відмовились від участі
- Сорана Кирстя (розтягнення правого аддуктора)
- Анджелік Кербер (травма поперекового відділу хребта)
- Світлана Кузнецова (травма правого коліна)
- Сабіне Лісіцкі (травма черева)
- Моніка Нікулеску (травма лівої долоні)
- Таміра Пашек (травма лівого стегна)

### Знялись
- Яніна Вікмаєр (травма поперекового відділу хребта)

## Учасниці основної сітки в парному розряді

### Сіяні пари
| Країна | Гравчиня          | Країна | Гравчиня            | Рейтинг1 | Сіяна |
| ------ | ----------------- | ------ | ------------------- | -------- | ----- |
| США    | Лізель Губер      | США    | Ліза Реймонд        | 2        | 1     |
| США    | Ваня Кінґ         | Росія  | Надія Петрова       | 19       | 2     |
| США    | Ракель Копс-Джонс | США    | Абігейл Спірс       | 39       | 3     |
| ПАР    | Наталі Грандін    | Чехія  | Владіміра Угліржова | 47       | 4     |

- 1 Рейтинг подано станом на 9 липня 2012

### Інші учасниці
Пара, що отримала вайлдкард на участь в основній сітці:
- Мір'яна Лучич-Бароні /  Коко Вандевей

## Фінальна частина

### Одиночний розряд
- Домініка Цібулкова —  Маріон Бартолі, 6–1, 7–5

### Парний розряд
- Ракель Копс-Джонс /  Абігейл Спірс —  Ваня Кінґ /  Надія Петрова, 6–2, 6–4